# George Abjad
George Abjad (ur. 1880 w Bejrucie, zm. 1957) – arabski aktor, twórca współczesnego teatru egipskiego.
W roku 1897 ukończył szkołę średnią w Bejrucie, w której był kierownikiem amatorskiego teatralnego zespołu. W kolejnych latach pracował w zawodzie zawiadowcy stacji w Bejrucie oraz w górach Libanu. W 1900 roku George Abjad przeniósł się do Aleksandrii, gdzie uczestniczył we współzałożeniu Związku Emigrantów Libańskich. Tam też założył amatorską grupę teatralną złożoną z członków tego stowarzyszenia, która wystawiała sztuki teatralne tylko i wyłącznie po francusku. Po czterech latach w 1904 otrzymał rządowe stypendium i udał się do Paryża w celu zapoznania się z europejskim teatrem. Tam, na terenie Francji występował przez 6 lat w objazdowym teatrze.
Po powrocie do Egiptu rozpoczął prace nad stworzeniem egipskiego teatru, w którym od roku 1912 wystawiał sztuki teatralne w języku arabskim. W latach 1922–1935 stał na czele Państwowego Zespołu Teatralnego. Z nim to jeździł po kraju i innych krajach arabskich wystawiając różne sztuki. Rozpoczął też tworzenie filmu arabskiego. W roku 1930 założył w Kairze Wyższy Instytut Teatralny, w którym był wykładowcą dykcji i sztuki aktorskiej.
Po rewolucji w 1956 rozpoczął tworzenie i organizowanie nowoczesnego teatru egipskiego.